# Падрет-і-Марза
Падре́т-і-Марза́ (кат. Pedret i Marzà) — муніципалітет, розташований в Автономній області Каталонія, в Іспанії. Знаходиться у районі (кумарці) Алт-Ампурда провінції Жирона, згідно з новою адміністративною реформою перебуватиме у складі Баґарії (округи) Жирона.

## Населення
Населення міста (у 2007 р.) становить 172 особи (з них менше 14 років — 14%, від 15 до 64 — 68%, понад 65 років — 18%). У 2006 р. народжуваність склала 1 особа, смертність — 1 особа, зареєстровано 0 шлюбів. У 2001 р. активне населення становило 61 особа, з них безробітних — 0 осіб.

Серед осіб, які проживали на території міста у 2001 р., 110 народилися в Каталонії (з них 95 осіб у тому самому районі, або кумарці), 13 осіб приїхало з інших областей Іспанії, а 19 осіб приїхало з-за кордону. 

Університетську освіту має 15,2% усього населення. 

У 2001 р. нараховувалося 49 домогосподарств (з них 22,4% складалися з однієї особи, 22,4% з двох осіб,26,5% з 3 осіб, 14,3% з 4 осіб, 8,2% з 5 осіб, 2% з 6 осіб, 2% з 7 осіб, 0% з 8 осіб і 2% з 9 і більше осіб).

Активне населення міста у 2001 р. працювало у таких сферах діяльності: у сільському господарстві — 26,2%, у промисловості — 4,9%, на будівництві — 9,8% і у сфері обслуговування — 59%. 

 У муніципалітеті або у власному районі (кумарці) працює 39 осіб, поза районом — 38 осіб.

### Безробіття
У 2007 р. нараховувалося 2 безробітних (у 2006 р. — 3 безробітних), з них чоловіки становили 50%, а жінки — 50%.

## Економіка

### Підприємства міста

#### Промислові підприємства
| \| Промислові підприємства міста, за сферою діяльності \| Промислові підприємства міста, за сферою діяльності \| Промислові підприємства міста, за сферою діяльності \| \| Рік \| 2002 р. \| 2001 р. \| \| --------------------------------------------------- \| --------------------------------------------------- \| --------------------------------------------------- \| \| Енергетичні та водні ресурси \| 0% \| 0% \| \| Хімія та метали \| 0% \| 0% \| \| Переробка металів \| 100% \| 100% \| \| Продукти харчування \| 0% \| 0% \| \| Текстиль \| 0% \| 0% \| \| Виробництво меблів, видання \| 0% \| 0% \| \| Інше \| 0% \| 0% \| \| Усього підприємств \| 3 \| 3 \| |         |         |
| Промислові підприємства міста, за сферою діяльності |         |         |
| Рік | 2002 р. | 2001 р. |
| Енергетичні та водні ресурси | 0%      | 0%      |
| Хімія та метали | 0%      | 0%      |
| Переробка металів | 100%    | 100%    |
| Продукти харчування | 0%      | 0%      |
| Текстиль | 0%      | 0%      |
| Виробництво меблів, видання | 0%      | 0%      |
| Інше | 0%      | 0%      |
| Усього підприємств | 3       | 3       |

#### Роздрібна торгівля
| \| Підприємства роздрібної торгівлі міста, за сферою діяльності \| Підприємства роздрібної торгівлі міста, за сферою діяльності \| Підприємства роздрібної торгівлі міста, за сферою діяльності \| \| Рік \| 2002 р. \| 2001 р. \| \| ------------------------------------------------------------ \| ------------------------------------------------------------ \| ------------------------------------------------------------ \| \| Продукти харчування \| 16,7% \| 16,7% \| \| Одяг та взуття \| 0% \| 0% \| \| Товари для дому \| 0% \| 0% \| \| Книги та періодичні видання \| 0% \| 0% \| \| Промислова хімічна продукція \| 33,3% \| 33,3% \| \| Продукція, пов'язана з транспортними засобами \| 33,3% \| 33,3% \| \| Інше \| 16,7% \| 16,7% \| \| Усього підприємств \| 6 \| 6 \| |         |         |
| Підприємства роздрібної торгівлі міста, за сферою діяльності |         |         |
| Рік | 2002 р. | 2001 р. |
| Продукти харчування | 16,7%   | 16,7%   |
| Одяг та взуття | 0%      | 0%      |
| Товари для дому | 0%      | 0%      |
| Книги та періодичні видання | 0%      | 0%      |
| Промислова хімічна продукція | 33,3%   | 33,3%   |
| Продукція, пов'язана з транспортними засобами | 33,3%   | 33,3%   |
| Інше | 16,7%   | 16,7%   |
| Усього підприємств | 6       | 6       |

#### Сфера послуг
| \| Підприємства міста, що працюють у сфері послуг, за діяльністю \| Підприємства міста, що працюють у сфері послуг, за діяльністю \| Підприємства міста, що працюють у сфері послуг, за діяльністю \| \| Рік \| 2002 р. \| 2001 р. \| \| ------------------------------------------------------------- \| ------------------------------------------------------------- \| ------------------------------------------------------------- \| \| Гуртова торгівля \| 14,3% \| 20% \| \| Готелі та готельний бізнес \| 14,3% \| 0% \| \| Транспорт та зв'язок \| 28,6% \| 40% \| \| Посередницькі фінансові послуги \| 0% \| 0% \| \| Послуги підприємствам \| 0% \| 0% \| \| Послуги фізичним особам \| 28,6% \| 20% \| \| Нерухомість та ін. \| 14,3% \| 20% \| \| Усього підприємств \| 7 \| 5 \| |         |         |
| Підприємства міста, що працюють у сфері послуг, за діяльністю |         |         |
| Рік | 2002 р. | 2001 р. |
| Гуртова торгівля | 14,3%   | 20%     |
| Готелі та готельний бізнес | 14,3%   | 0%      |
| Транспорт та зв'язок | 28,6%   | 40%     |
| Посередницькі фінансові послуги | 0%      | 0%      |
| Послуги підприємствам | 0%      | 0%      |
| Послуги фізичним особам | 28,6%   | 20%     |
| Нерухомість та ін. | 14,3%   | 20%     |
| Усього підприємств | 7       | 5       |

## Житловий фонд
У 2001 р. 0% усіх родин (домогосподарств) мали житло метражем до 59 м², 20,4% — від 60 до 89 м², 26,5% — від 90 до 119 м² і
53,1% — понад 120 м².

З усіх будівель у 2001 р. 28,3% було одноповерховими, 50% — двоповерховими, 21,7% — триповерховими, 0% — чотириповерховими, 0% — п'ятиповерховими, 0% — шестиповерховими,
0% — семиповерховими, 0% — з вісьмома та більше поверхами.

## Автопарк
| \| Автомобілі, зареєстровані у місті, за призначенням \| Автомобілі, зареєстровані у місті, за призначенням \| Автомобілі, зареєстровані у місті, за призначенням \| \| Рік \| 2006 р. \| 2005 р. \| \| -------------------------------------------------- \| -------------------------------------------------- \| -------------------------------------------------- \| \| Приватні автомобілі \| 52,4% \| 61,4% \| \| Мотоцикли \| 10,7% \| 9,2% \| \| Вантажівки \| 26,2% \| 26,1% \| \| Трактори \| 4,3% \| 0% \| \| Автобуси та ін. \| 6,4% \| 3,3% \| \| Усього автомобілів \| 187 шт. \| 153 шт. \| |         |         |
| Автомобілі, зареєстровані у місті, за призначенням |         |         |
| Рік | 2006 р. | 2005 р. |
| Приватні автомобілі | 52,4%   | 61,4%   |
| Мотоцикли | 10,7%   | 9,2%    |
| Вантажівки | 26,2%   | 26,1%   |
| Трактори | 4,3%    | 0%      |
| Автобуси та ін. | 6,4%    | 3,3%    |
| Усього автомобілів | 187 шт. | 153 шт. |

## Вживання каталанської мови
У 2001 р. каталанську мову у місті розуміли 96,4% усього населення (у 1996 р. — 100%), вміли говорити нею 89,9% (у 1996 р. — 95,5%), вміли читати 87,8% (у 1996 р. — 80,2%), вміли писати 54% (у 1996 р. — 32,4%). Не розуміли каталанської мови 3,6%.

## Політичні уподобання
У виборах до Парламенту Каталонії у 2006 р. взяло участь 69 осіб (у 2003 р. — 80 осіб). Голоси за політичні сили розподілилися таким чином:
| \| Вибори до Парламенту Каталонії \| Вибори до Парламенту Каталонії \| Вибори до Парламенту Каталонії \| \| Рік \| 2006 р. \| 2003 р. \| \| -------------------------------------- \| ------------------------------ \| ------------------------------ \| \| Конвергенція та Єднання (CiU) \| 39,1% \| 28,8% \| \| Соціалістична партія Каталонії (PSC) \| 14,5% \| 11,2% \| \| Народна партія (PP) \| 17,4% \| 25% \| \| Ініціатива за зелену Каталонію (IC) \| 7,2% \| 2,5% \| \| Республіканська лівиця Каталонії (ERC) \| 20,3% \| 28,8% \| \| Громадянська партія (C's) \| 1,4% \| 0% \| \| Інші \| 0% \| 3,8% \| |         |         |
| Вибори до Парламенту Каталонії |         |         |
| Рік | 2006 р. | 2003 р. |
| Конвергенція та Єднання (CiU) | 39,1%   | 28,8%   |
| Соціалістична партія Каталонії (PSC) | 14,5%   | 11,2%   |
| Народна партія (PP) | 17,4%   | 25%     |
| Ініціатива за зелену Каталонію (IC) | 7,2%    | 2,5%    |
| Республіканська лівиця Каталонії (ERC) | 20,3%   | 28,8%   |
| Громадянська партія (C's) | 1,4%    | 0%      |
| Інші | 0%      | 3,8%    |